# Cyrtopeltocoris oklahomae
Cyrtopeltocoris oklahomae är en insektsart som beskrevs av Knight 1968. Cyrtopeltocoris oklahomae ingår i släktet Cyrtopeltocoris och familjen ängsskinnbaggar. Inga underarter finns listade i Catalogue of Life.